# Ogni centimetro del mondo
Ogni centimetro del mondo è il secondo album del cantautore romano Stefano Zarfati, uscito nel 1998.
L'estratto Correre di notte raggiunge il 5º posto nelle classifiche italiane.

## Tracce
1. Correre di notte - (04' 30")
2. Ogni centimetro del mondo - (03' 40")
3. A questo punto - (04' 37")
4. Chi sei - (04' 18")
5. Sei sincera - (04' 00")
6. Sua altezza 1,60 - (04' 00")
7. Che strada fai  - (04' 14")
8. Aranciata amara - (03' 59")
9. Argento - (03' 46")
10. Debby '84 - (03' 42")
11. Malessere leggero - (04' 33")

## Formazione
- Stefano Zarfati – voce, cori
- Angelo Anastasio – chitarra elettrica
- Cesare Chiodo – basso
- Alfredo Golino – batteria, percussioni
- Fabiano Lelli – chitarra acustica
- Alessandro Camponeschi – chitarra acustica
- Francesco Lorenzetti – sintetizzatore
- Roberto Zappalorto – tastiera, cori, programmazione
- Mirko Tessandori – tastiera addizionale, cori
- Ernesto Migliacci – tastiera, programmazione
- Mirko Tessandori – tastiera addizionale, cori
- Cristiano Micalizzi – batteria
- Giorgio Costantini – tastiera addizionale
- Demo Morselli – tromba
- Antonella Pepe, Luca Velletri, Marco D'Angelo – cori